# Clement Quartey
Clement Quartey, né le 12 avril 1938 à Accra (Côte-de-l'Or britannique) et mort le 2 novembre 2024 à Londres (Royaume-Uni), est un boxeur ghanéen combattant dans la catégorie super-légers, et médaillé olympique aux jeux de Rome en 1960. 

## Biographie
Clement Isaac Quartey est le demi-frère d'Ike Quartey.

### Carrière

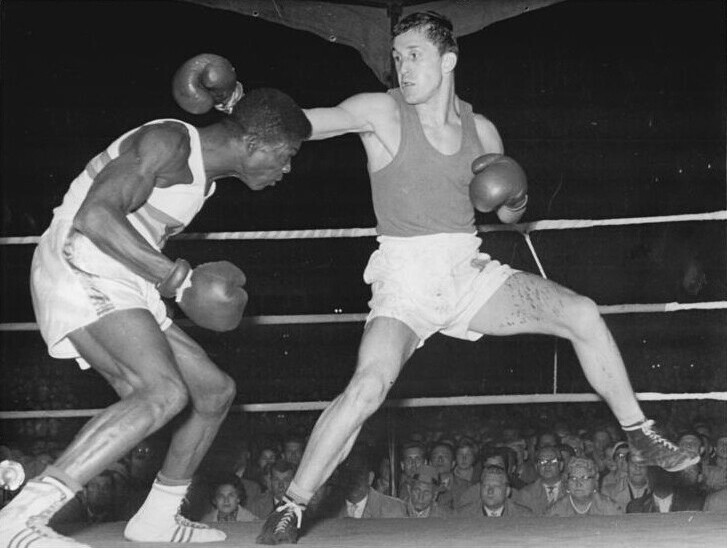
Clement Quartey lors d'un combat contre Wilfried Rühl (RDA) en 1962.

Clement Quartey remporte la médaille d'argent aux Jeux olympiques de 1960 à Rome, devenant le premier médaillé olympique du Ghana.
Il remporte la médaille d'or dans la catégorie des poids super-légers aux championnats d'Afrique de boxe amateur 1962 au Caire.